# César Benítez
César Iván Benítez (Asunción, 22 maggio 1990) è un calciatore paraguaiano, difensore dello Sportivo Trinidense e della nazionale paraguaiana.

## Palmarès

### Club

#### Competizioni nazionali
- Campionato paraguaiano: 4

Cerro Porteño: 2009 A, 2012 A, 2013 C, 2015